# Uri Gincel
Uri Gincel (* 1981 in Tel Aviv) ist ein israelischer Jazzmusiker (Piano, Synthesizer, Komposition).
Gincel studierte bei Lehrern wie Arnie Lawrence und Walter Blanding. 2009 zog er nach Berlin. Er gehörte zu Kathrin Lemkes Formation Heliocentric Counterblast  und wirkte an deren Album A Tribute to Sun Ra (Enja) mit. Gemeinsam mit dem dänischen Bassisten Andreas Lang und dem Schlagzeuger Moritz Baumgärtner, der wie auch Gincel auch bei der Zirkus-Band Bonaparte aktiv war, gründete er sein Trio. „Die Dichte der Kommunikation untereinander“ macht nach Jazz thing den Reiz ihrer musikalischen Erkundungen zwischen Jazz, Neoklassik und Drone aus. Ein erstes Album Free des Trios wurde 2013 veröffentlicht. Er begleitet auch die Sängerin Anna Maria Sturm (Tales of Woe, WhyPlayJazz 2014) und gehört zum Orchestra von Kenneth Dahl Knudsen ( We'll Meet in the Rain, 2016) sowie zum aktuellen Quartett von Daniel Weltlinger (Szolnok, 2019).